# Bill Minkin
William "Bill" Minkin (17 ottobre 1941) è un attore e cantante statunitense.
Ha preso parte in una decina di ruoli senza trascurare anche il doppiaggio. Come cantante, ha anche usato i nomi d'arte Senator Bobby e Senator Everett McKinley.
Nel 1977 ha sposato Ina Lea Neibach da cui ha divorziato nel 1986.

## Filmografia parziale
- Taxi Driver (1976)
- Haunting - Presenze (1999)